# Préguillac
Préguillac é uma comuna francesa na região administrativa da Nova Aquitânia, no departamento de Charente-Maritime. Estende-se por uma área de 6,60 km². Em 2010 a comuna tinha 460 habitantes (densidade: 69,7 hab./km²).